# Lacy Schnoor
Lacy Schnoor (* 12. Juni 1985 in Salt Lake City) ist eine ehemalige US-amerikanische Freestyle-Skierin, die auf die Disziplin Aerials (Springen) spezialisiert war.

## Werdegang
Schnoor nahm in der Saison 2004/05 in Mont-Tremblant erstmals am Freestyle-Skiing-Weltcup teil, wobei sie den zehnten Platz errang. Zum Saisonende siegte bei den US-amerikanischen Meisterschaften und kam auf den 25. Platz im Aerials-Weltcup. In der Saison 2006/07 holte sie zwei Siege im Nor-Am-Cup und erreichte in Apex mit dem achten Platz ihr bestes Ergebnis im Weltcup. Beim Saisonhöhepunkt, den Weltmeisterschaften 2007 in Madonna di Campiglio, sprang sie auf den 18. Platz. Die Saison beendete sie auf dem 17. Platz im Aerials-Weltcup. In der Saison 2008/09 wurde sie bei den Weltmeisterschaften 2009 in Inawashiro Siebte und errang mit zwei Top-Zehn-Platzierungen den 21. Platz im Aerials-Weltcup. In der folgenden Saison kam sie im Weltcup dreimal unter die ersten Zehn und erreichte mit dem 16. Platz im Aerials-Weltcup ihr bestes Gesamtergebnis. Bei den Olympischen Winterspielen 2010 in Vancouver belegte sie den neunten Platz. Ihren 27. und damit letzten Weltcup absolvierte sie im Januar 2010 in Lake Placid, welchen sie auf dem zehnten Platz beendete.

## Erfolge

### Olympische Spiele
- 2010 Vancouver: 9. Platz Aerials

### Weltmeisterschaften
- 2007 Madonna di Campiglio: 18. Platz Aerials
- 2009 Inawashiro: 7. Platz Aerials

### Weltcupwertungen
| Saison  | Gesamt | Gesamt | Moguls | Moguls |
| Saison  | Platz  | Punkte | Platz  | Punkte |
| ------- | ------ | ------ | ------ | ------ |
| 2004/05 | 70.    | 9      | 25.    | 105    |
| 2005/06 | 81.    | 8      | 29.    | 92     |
| 2006/07 | 43.    | 15     | 17.    | 92     |
| 2008/09 | 59.    | 15     | 21.    | 106    |
| 2009/10 | 45.    | 18     | 16.    | 111    |

### Weitere Erfolge
- 6 Podestplätze, davon 3 Siege im Nor-Am-Cup
- 1 US-amerikanischer Meistertitel (2005 Aerials)